# Glutenina

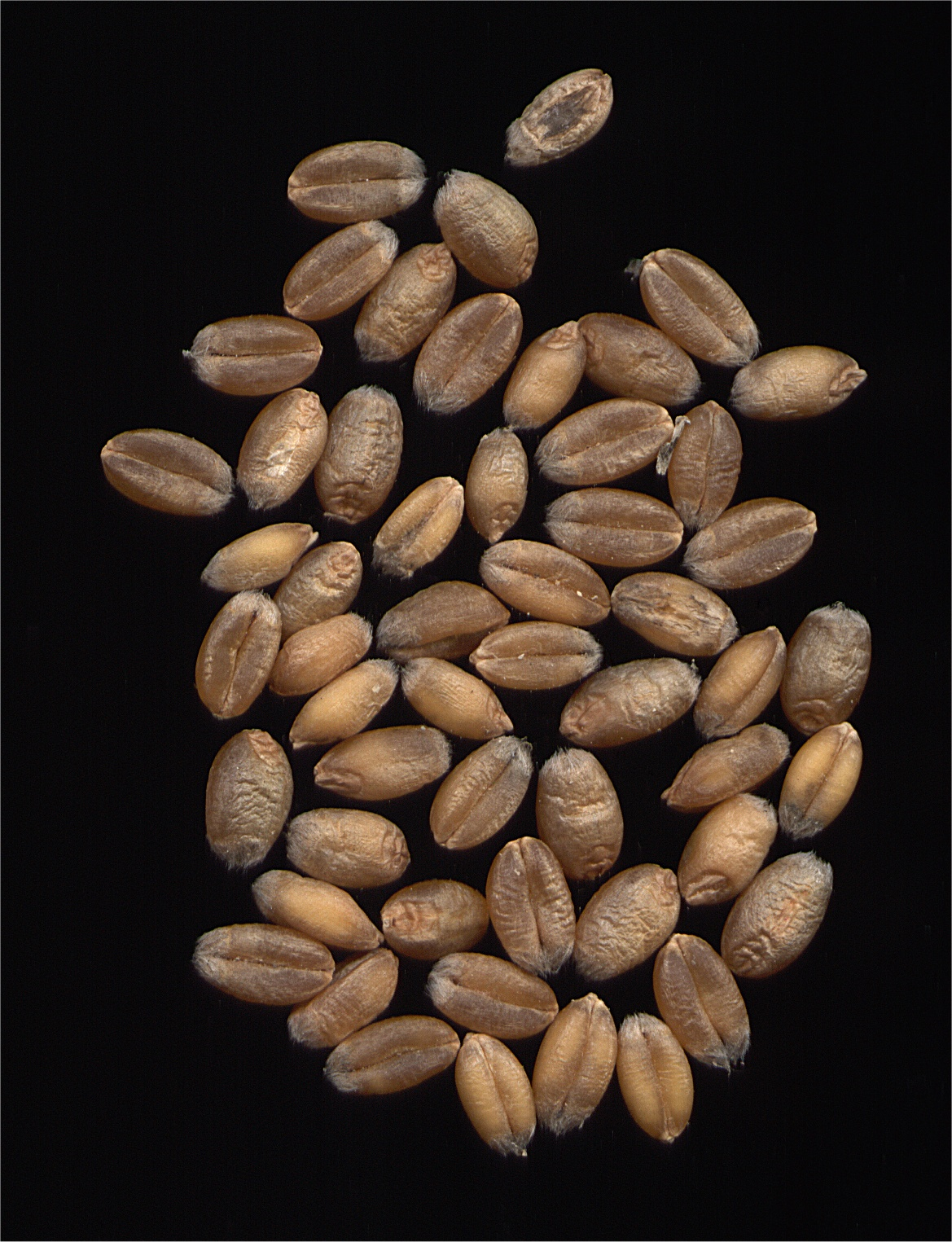
Granos de trigo.

La Glutenina (denominada también como gluteína) es una glutelina derivada del trigo (Triticum). Es conocida como una de las proteínas que contiene el trigo, junto con la gliadina para formar el gluten. Debido a su estructura polimérica la glutenina es extremadamente elástica y proporcionan además una baja extensibilidad siendo las proteínas que dan fuerza al gluten durante el amasado. Junto con la gliadina esta proteína permite la retención del dióxido de carbono durante la fermentación y poder hacer crecer la masa de pan.

## Función
La glutenina es responsable de proporcionar la firmeza al pan cuando este se cuece en el horno, este efecto se realiza debido al incremento y estabilidad de la red de proteínas cuando estas se enlazan mediante el enlace disulfuro desarrollando cadenas largas durante el amasado del pan.